# Jacinto Benavente
Jacinto Benavente y Martínez (født 12. august 1866 i Madrid, død 14. juli 1954 i Madrid) var en spansk forfatter.
Han modtog Nobelprisen i litteratur i 1922.